# Aarón Peñafiel
Gedy Aarón Peñafiel (n. Guayaquil, Guayas, Ecuador; 23 de octubre de 1995) es un futbolista ecuatoriano que juega de mediocampista y su actual equipo es Liga Deportiva Universitaria de Loja de la Serie B de Ecuador.

## Clubes
| Club               | País    | Año         |
| ------------------ | ------- | ----------- |
| Barcelona          | Ecuador | 2012 - 2015 |
| Liga de Portoviejo | Ecuador | 2015        |
| Delfín SC          | Ecuador | 2016        |
| Everest            | Ecuador | 2017        |
| Liga de Loja       | Ecuador | 2018        |